# Harold Williams
Harold Williams (Auckland, 6 aprile 1876 – Londra, 18 novembre 1928) è stato un giornalista e linguista neozelandese.
È noto come uno dei maggiori poliglotti del XX secolo. Parlava 58 lingue, oltre ad alcuni loro dialetti. Come corrispondente estero del Times era considerato un'autorità sulla cultura, la lingua e la politica della Russia. Fu in contatto con personalità quali Lev Tolstoj, H. G. Wells e Hugh Walpole.

## Biografia
Nacque in Nuova Zelanda da genitori emigrati dalla Cornovaglia. Suo padre era un pastore metodista e lo avviò molto presto alla conoscenza dei testi classici. Fino a sette anni le sue capacità di apprendimento erano considerate ordinarie, ma a quell'età, come disse in seguito, ebbe una vera e propria "esplosione mnemonica". Studiando il latino si rese conto di apprenderlo con grande facilità e cominciò a studiare il Dobuan, una lingua dei nativi della Nuova Guinea, tramite una versione in tale lingua del Vangelo secondo Marco; ne scrisse una grammatica e un dizionario. Partendo da versioni in varie lingue del Vangelo imparò successivamente 26 lingue, tra cui lo swahili, lo hausa e lo zulu.
La sua famiglia si trasferì a Christchurch quando aveva pochi anni e lì frequentò i corsi scolastici. Prima di entrare nelle scuole superiori aveva già imparato il latino, il greco antico, l'ebraico, il francese, il tedesco, lo spagnolo, l'italiano e diverse lingue polinesiane, tra cui il māori, il samoano, il tongano e il figiano.
Quando aveva 17 anni tornò con la famiglia ad Auckland. Si iscrisse all'Università di Auckland, ma non si laureò, perché incontrò difficoltà con la matematica. All'età di 20 anni, consigliato da suo padre, scelse di diventare anch'egli un pastore metodista. Dopo aver preso gli ordini sacerdotali gli furono affidati vari incarichi in parrocchie della Nuova Zelanda. Mentre si trovava a Dargaville venne in contatto con gli emigrati che lavoravano all'estrazione della resina Kauri e, parlando con loro, imparò molte delle loro lingue, tra cui il polacco e il russo. Ispirato dalle opere di Lev Tolstoj, studiò con particolare impegno il russo.
La sua ammirazione per Tolstoj non era solo letteraria: come il grande scrittore russo, Williams era un vegetariano, un sostenitore della nonviolenza e un fautore delle idee dell'anarchismo cristiano. Nel 1900, quando aveva 23 anni, decise di andare in Europa per recarsi "in pellegrinaggio" alla residenza di Tolstoj a Jasnaja Poljana. Si fermò prima a Berlino e poi a Monaco, studiando nelle università di queste due città filologia (in particolare la filologia slava), filosofia, etnologia, storia e letteratura.
Nel 1903 si laureò in lingue all'Università Ludwig Maximilian di Monaco. Dapprima pensò di fermarsi a Monaco per diventare un insegnante di lingue, poi accettò un invito del quotidiano britannico The Times per costituire assieme ad altri un ufficio di rappresentanza a Stoccarda per le corrispondenze con la Russia, in quanto in quel periodo le relazioni tra la Gran Bretagna e il regime zarista erano tese e era vietato ai corrispondenti dei quotidiani britannici di risiedere in Russia.
Nel 1905 andò in Russia per incontrare Tolstoj. Questi lo accolse con grande cordialità, ma gli chiese come mai avesse studiato così bene il russo. Williams rispose di averlo fatto per poter leggere il romanzo Anna Karenina in originale. Poi Tolstoj gli chiese quante lingue conoscesse, al che Williams rispose con «alcune».
In seguito le relazioni anglo-russe migliorarono e Williams fu corrispondente del Manchester Guardian prima in Russia (1911) e poi in Turchia (1912). Nel 1914 diventò corrispondente del Morning Post. In Russia viaggiò molto e frequentò i circoli progressisti di San Pietroburgo, dove conobbe e sposò Ariadna Tyrkova, chiamata la Madame Roland russa, una giornalista e femminista che fu la prima donna ad essere eletta alla Duma, il Parlamento russo. In quegli anni imparò l'estone, il finlandese, il lettone, il georgiano, il tataro. La sua conoscenza della grammatica russa era riconosciuta migliore di quella della maggior parte dei suoi amici russi.
Nel 1914 pubblicò il libro Russia and the Russians, del quale H. G. Wells fece una recensione sul The Daily News, scrivendo: «In una serie di brillanti capitoli il Dr. Williams ci ha dato un completo ed equilibrato resoconto della Russia contemporanea [...] potrei continuare ad elencarne i meriti per giorni [...] è il libro più stimolante sulle relazioni internazionali e la situazione fisica ed intellettuale di un Paese che sia stata presentata ai lettori inglesi da molti anni a questa parte.»
Lo scrittore Hugh Walpole andò in Russia nel 1914 per incontrare Harold Williams a San Pietroburgo. Dopo l'inizio della prima guerra mondiale entrambi seguirono l'esercito russo diretto verso il fronte dei Carpazi. Williams fu l'unico corrispondente occidentale ad assistere alle incursioni dei Cosacchi oltre la frontiera con l'Ungheria.
Nel 1916 Walpole e Williams, su invito del Foreign Office, fondarono un centro di propaganda britannica a Pietrogrado. Collaborando con la stampa russa cercarono di migliorare la cooperazione tra russi e britannici nella conduzione della guerra. In agosto di quell'anno Williams andò in Inghilterra per tenere una conferenza all'Università di Cambridge sul tema Russian Nationalities (le nazionalità della Russia). In quel periodo si rese conto che i fermenti rivoluzionari bolscevichi erano in continuo aumento e avvertì l'ambasciatore britannico a San Pietroburgo Buchanan che a suo parere una rivoluzione era imminente. Dopo il suo rientro in Nuova Zelanda, Williams imparò il giapponese, l'irlandese antico, il tagalog, l'ungherese, il ceco, il copto (la forma più recente dell'egizio), l'egiziano antico, l'ittita, l'albanese, il basco e il cinese.
Nel 1918 la sua previsione si avverò e poco prima dell'inizio della Rivoluzione d'ottobre fu costretto per motivi di sicurezza a lasciare la Russia per tornare in Inghilterra. 
Nel novembre 1928 stava per partire per l'Egitto, dove era stato nominato corrispondente del Times, quando ebbe un malore. Morì il 18 novembre dopo aver ricevuto i sacramenti nella chiesa ortodossa di Londra.
Sua moglie Ariadna Tyrkova scrisse una biografia su di lui, Cheerful Giver: The Life of Harold Williams (ed. Peter Davis, Londra 1935).